# Carles Anton de Schleswig-Holstein-Sonderburg-Beck
Carles Anton de Schleswig-Holstein-Sonderburg-Beck (en alemany Karl Anton August von Schleswig-Holstein-Sonderburg-Beck) va néixer a Marburg el 10 d'agost de 1727 i va morir a Stettin el 12 de setembre de 1759. Era fill del duc Pere August (1697-1775) i de Sofia de Hessen-Philippsthal (1695-1728).

## Matrimoni i fills
El 1754 es va casar a la ciutat de Königsberg amb la seva cosina Frederica de Dohna-Schlobitten (1738-1786), filla d'Albert Cristòfol de Dohna-Schlobitten
(1698-1752) i de Sofia Enriqueta de Schleswig-Holstein-Sonderburg-Beck (1698-1768). El matrimoni va tenir un únic fill:
- Frederic Carles de Schleswig-Holstein-Sonderburg-Beck (1757-1816), que es va casar amb Frederica de Schlieben (1757-1827).